# Balushahi

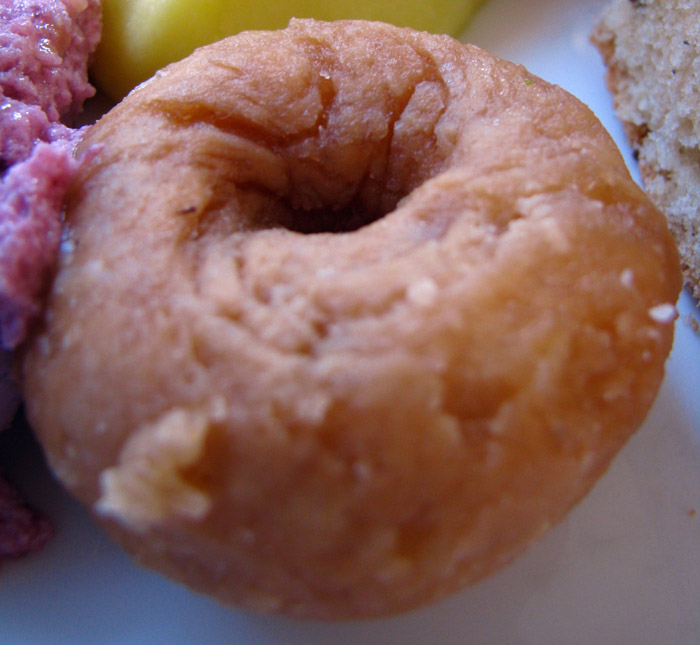
Balushahi.

El balushahi (urdu بالوشاھی; en hindi: बालूशाही) es un postre tradicional de las cocinas india del norte, pakistaní y nepalí, parecido a un dónut glaseado. En el sur de la India, un pastel similar se conoce como badushah.

## Balushahi
Los balushahis se hacen con harina maida y se fríen en ghi (mantequilla clarificada), remojándose entonces en almíbar.

## Badushah
El badushah o bhadushah se hace con una masa dura elaborada con harina, ghi y una pizca de levadura, dándole forma a mano de disco de unos 2,5 cm de diámetro y 1 cm de grueso que se fríe en ghi o aceite y se sumerge en un almíbar espeso, de forma que quede cubierto de azúcar. No es muy dulce, pero resulta sabroso gracias a su textura ligeramente quebradiza.

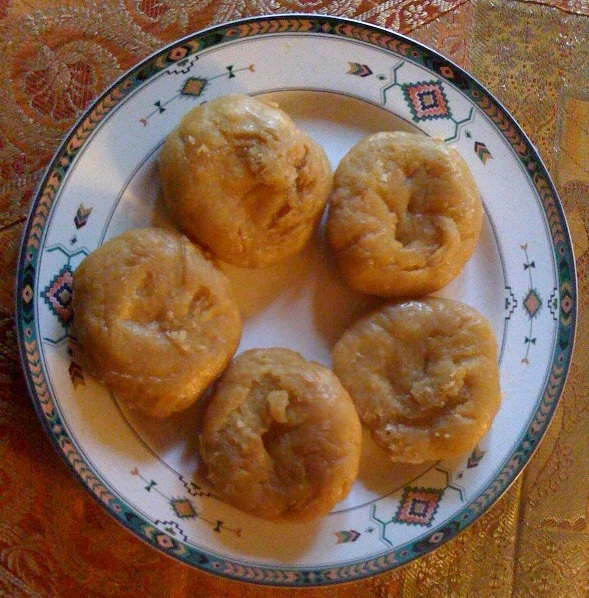
Bhadushah.

Se dice que tiene rasgos de la gastronomía mogol, posiblemente reflejando el comercio y las relaciones territoriales del Imperio mogol con el sur. El badushah se vende en pastelerías de Kerala, Karnataka y Tamil Nadu, sirviéndose en Bimbis, en Pazhvangadi (Thiruvananthapuram) y en Sri Rama Vilas (el hotel más famoso de Gundappa).